# Winooski
Winooski és una població del Comtat de Chittenden (Vermont) als Estats Units d'Amèrica. Segons el cens dels Estats Units del 2000 tenia 6.561 habitants.

## Demografia
Segons el cens del 2000, Winooski tenia 6.561 habitants, 2.944 habitatges, i 1.466 famílies. La densitat de població era de 1.771,5 habitants per km².
Per edats la població es repartia de la següent manera: un 21,5% tenia menys de 18 anys, un 12,3% entre 18 i 24, un 34,8% entre 25 i 44, un 17,8% de 45 a 60 i un 13,5% 65 anys o més.
L'edat mediana era de 33 anys. Per cada 100 dones de 18 o més anys hi havia 91,4 homes.
La renda mediana per habitatge era de 30.592 $ i la renda mediana per família de 38.551 $. Els homes tenien una renda mediana de 30.257 $ mentre que les dones 21.168 $. La renda per capita de la població era de 17.208 $. Entorn del 10,2% de les famílies i el 15,2% de la població estaven per davall del llindar de pobresa.

## Poblacions més properes
El següent diagrama mostra les poblacions més properes.